# Sushma Swaraj

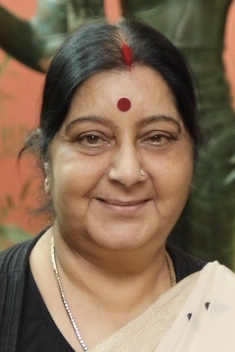
Sushma Swaraj, 2018

Sushma Swaraj (Hindi सुषमा स्वराज Suṣamā Svarāj, Ausspracheⓘ; * 14. Februar 1952 in Ambala, Haryana; † 6. August 2019 in Neu-Delhi) war eine indische Politikerin (BJP). Sie bekleidete mehrfach Ministerämter in Haryana, war kurzzeitig Chief Ministerin von Delhi und über längere Jahre Abgeordnete in beiden Häusern des indischen Parlaments (Rajya Sabha und Lok Sabha). Von 2014 bis zum 30. Mai 2019 amtierte sie als Außenministerin Indiens.

## Leben

### Politische Laufbahn
Sushma Swaraj studierte Rechtswissenschaften an der Panjab University in Chandigarh. Sie wurde früh politisch aktiv und schloss sich 1975 zunächst der Janata Party an und wechselte nach 1980 zur BJP.
1977 und erneut 1987 wurde sie im Wahlkreis 8-Ambala Cantoment in das Parlament des Bundesstaates Haryana gewählt, dem sie als Abgeordnete von 1977 bis 1982, sowie 1987 bis 1990 angehörte. Während beider Legislaturperioden bekleidete sie Ministerämter in Haryana: 1977 bis 1979 als Ministerin für Arbeit und Beschäftigung und 1987 bis 1990 als Ministerin für Bildungswesen, Nahrungsmittel und Güterversorgung. Ab 1990 bis 1996 gehörte sie der Rajya Sabha, dem Oberhaus des indischen Parlamentes, an und war dort Vorsitzende verschiedener Komitees.
Bei der 1996 wurde sie für den Wahlkreis South Delhi in die Lok Sabha – das Unterhaus des indischen Parlamentes – gewählt. Den Wahlkreis konnte sie bei der Wahl 1998 behaupten. Vom 16. Mai 1996 bis 1. Juni 1996 war sie Unionsministerin für Information und Rundfunk in der kurzlebigen ersten Regierung unter Premierminister Atal Bihari Vajpayee. In der 1998 gebildeten zweiten Regierung Vajpayee erhielt sie erneut dieses Ministeramt, erweitert um die Zuständigkeit für das Telekommunikationswesen und amtierte vom 19. März 1998 bis zum 12. Oktober 1998.
1998 wechselte sie in die Bundesstaatspolitik und amtierte vom 13. Oktober bis 3. Dezember 1998 als Chief Ministerin von Delhi. Bei der Wahl in Delhi 1998 gewann Swaraj zwar den Wahlkreis 9-Hauz Khas aber insgesamt ging die Wahl für die BJP verloren und anschließend wurde eine Regierung der Kongresspartei gebildet.
Im April 2000 wurde Swaraj zum zweiten Mal in die Rajya Sabha gewählt und war kurze Zeit später wieder Unionsministerin im Kabinett Vajpayee III (30. September 2000 – 29. Januar 2003: Information und Rundfunk, 29. Januar 2003 – 22. Mai 2004: Gesundheit, Familienwohlfahrt und Parlamentsangelegenheiten). 2006 wurde sie zum dritten Mal in die Rajya Sabha gewählt.
Bei der Wahl 2009 zur Lok Sabha gewann sie den Wahlkreis 212-Vidisha in Madhya Pradesh und war ab dem 21. Dezember 2009 Fraktionsvorsitzende der oppositionellen BJP in der Lok Sabha. Bei der folgenden Wahl 2014 konnte sie den genannten Wahlkreis erneut gewinnen und amtierte im ersten Kabinett Modi ab dem 27. Mai 2014 bis zum 30. Mai 2019 als Außenministerin.
Sushma Swaraj erlangte auch als Vorkämpferin für Frauenrechte Bekanntheit, insbesondere in dem sehr traditionellen und von Männern dominierten Bundesstaat Haryana.

### Privates
Sushma Swaraj war seit 1975 mit Swaraj Kaushal verheiratet, der 1990 bis 1993 Gouverneur des Bundesstaates Mizoram war und mit dem sie eine Tochter hatte.
Im November 2016 wurde bekannt, dass Swaraj sich voraussichtlich einer Nierentransplantation unterziehen werde. Als Ursache für das chronische Nierenversagen wurde ihr langjähriger Diabetes mellitus angegeben. Die Nierentransplantation erfolgte im Dezember 2016, jedoch erholte sich Swaraj von der Prozedur und ihren Folgen offensichtlich nicht mehr richtig und trat beispielsweise bei der gesamtindischen Wahl 2019 nicht mehr als Kandidatin an.
Am 6. August 2019 verstarb Sushma Swaraj in ihrem Wohnhaus in Delhi. Als Todesursache wurde ein Herzstillstand angegeben.